# A dunai hajós (film)
A dunai hajós 1974-ben bemutatott  színes, magyar kalandfilm, Markos Miklós rendezésében készült, Jules Verne azonos című regénye alapján.

## Cselekmény
Az 1876-os a sigmaringei horgászverseny győztese Borús úr, alias Ladko, a bolgár nemzeti függetlenség harcosa fogadásból végig ladikozik a Dunán, a Fekete-tengerig. Természetesen célja az, hogy eljusson a bolgárokhoz, akiknek fegyvert és pénzt visz. Jager úr, a rendőrnyomozó mellészegődik mert gyanús neki, hisz a Duna mentén több kastélyt kirabolt bizonyos Ladkó és bandája. A valódi Ladkót, Borus urat figyelik, sőt feleségét az igazi rablóbanda vezére Striga hajójára csalja, hogy ott házasságot kössön vele. Mindenki úgy tudja ugyanis, hogy Ladkó már nem él.

## Alkotók
- rendező: Markos Miklós
- író: Jules Verne
- forgatókönyvíró: Markos Miklós
- zeneszerző: Vujicsics Tihamér, Hidas Frigyes
- operatőr: Lakatos Iván
- dramaturg: Békés József, Bíró Zsuzsa
- vágó: Sivó György

## Szereplők
- Koncz Gábor (Borus Demeter/Szergej Ladko)
- Agárdy Gábor (Dragos Károly/Karl Jäger)
- Bujtor István (Ivan Striga)
- Kállai Ferenc (Róna Lázár, vizsgálóbíró)
- Koltai Róbert (Petyka)
- Latinovits Zoltán (Monsieur Borisz)
- Menszátor Magdolna (Natasa Ladko)
- Madaras József (Ticsa)
- Kovács Károly (Hagenau gróf)
- Szerencsi Hugó (Kirill Athansz Bogdanov)
- Zentay Ferenc (a horgászverseny rendezője)